# Luna liberiana
Luna liberiana es una canción de Costa Rica, escrita por el compositor Jesús Bonilla Chavarría, y estrenada el 14 de febrero de 1936. En Costa Rica se le considera el bolero más emblemático de la pampa guanacasteca, como se le conoce a la provincia de Guanacaste, y una de las canciones más reconocibles del folclor nacional. Ha sido grabada e interpretada por un sinnúmero de artistas y músicos costarricenses y extranjeros, como Plácido Domingo el 14 de noviembre de 2008. El 9 de febrero de 2011, con motivo del natalicio de su autor, Luna liberiana fue declarada himno oficial del cantón de Liberia.

## Historia
Jesús Bonilla Chavarría escribió este tema sentado en La Copa de Oro, una vetusta calle esquinera ubicada en la calle real de la ciudad de Liberia, conocida como "la ciudad blanca" por el color de sus casas. En los tiempos en que fue escrita, la luz artificial en la ciudad era escasa, por lo que la luz de luna alumbraba por las noches de manera especial sus calles y casas.
La pieza fue estrenada el 14 de febrero de 1936, interpretada por la Banda Militar de Liberia. La canción alcanzó su fama cuando Jesús Bonilla la interpretó en la Casa España, en San José, el 25 de julio de 1945, durante la conmemoración de la Anexión del Partido de Nicoya.
La primera grabación fue en 1958, realizada por el cantante costarricense Manuel Chamorro Roverssi, en compañía del trío Los Ticos. Chamorro grabó diversas versiones de la canción, y la interpretó en varios conciertos en Las Vegas, Miami, Los Ángeles, Texas, México, Europa y Centroamérica a lo largo de su carrera musical. Posteriormente, la artista y folclorista Carmen Granados se encargó de difundir la pieza a través de sus programas radiales. En 2011, la Municipalidad de Liberia declaró a esta canción como himno oficial del cantón.

## Composición musical
Luna liberiana está escrita en un tempo moderato. Posee una pequeña introducción de siete compases en tonalidad de sol mayor, pasando luego a sol menor, desarrollándose la primera parte de la pieza en compás de 4/4. La primera parte se repite dos veces aunque con diferente letra, inicia con unos acordes presentados de forma sincopada en los dos primeros tiempos de cada compás, lo que le da un carácter solemne. La segunda parte es más lírica, escrita en tonalidad de sol mayor, a la cual se llega mediante una modulación alterada-diatónica conocida como tercera de picardía, en la cual el primer grado se altera en la tonalidad de sol menor convirtiéndose en grado mayor.

## Letra
¡Oh Luna divina!

que ilumina nuestra tierra.

Misterio insondable

que confunde nuestras almas.

Sale el astro,

entre nubes,

misteriosas y oscuras

¡oh luna divina!

que iluminas nuestras almas.

Luna liberiana, luna para amar,

misteriosas noches,

que embriagan de amor.

Es un paraíso

que el Creador nos dio,

de mujeres bellas

que saben amar.

Luna liberiana, luna para amar,

yo bajo tu manto lloro de placer

y en noches calladas

cuando todo duerme.

Luna liberiana yo velo por ti.

Luna Liberiana

luna para amar

misteriosas noches

que nos embriagan de amor

Es un paraíso…

## Intérpretes
Luna liberiana ha sido grabada e interpretada por gran cantidad de músicos costarricenses y extranjeros. Destacan entre ellos los grupos nacionales Editus, Swing 4, Abracadabra, la Orquesta Sinfónica del Conservatorio Castella, Manuel Chamorro y el trío Los Ticos, Mario Ulloa, Ernesto Rodríguez, Rafa Pérez y Arnoldo Castillo. También ha sido interpretada en versión de piano por Manuel Matarrita y el pianista argentino Raúl di Blasio. Entre los artistas internacionales destaca la Sonora Santanera y, en noviembre de 2008, el tenor español Plácido Domingo la interpretó durante un concierto que efectuó en Costa Rica.